# عروسک پشت پرده (داستان)
عروسک پشت پرده داستان کوتاهی از صادق هدایت است که می‌تواند به جهتی رمانتیک نیز به حساب آید. این داستان در مجموعه سایه‌روشن در سال ۱۳۱۲ به چاپ رسید.
این داستان تاحدی به داستان پیگمالیون در اسطوره های یونانی شباهت دارد که برنارد شاو با اقتباس از آن نمایشنامه‌ پیگمالیون را نوشته و فیلم موزیکال بانوی زیبای من بر اساس آن ساخته شده است.